# Notoxus planicornis
Notoxus planicornis är en skalbaggsart som beskrevs av Laferté-sénectère 1849. Notoxus planicornis ingår i släktet Notoxus och familjen kvickbaggar. Inga underarter finns listade i Catalogue of Life.